# Diecezja Rustenburg
Diecezja Rustenburg – diecezja Kościoła rzymskokatolickiego w Republice Południowej Afryki, w metropolii Pretorii. Została erygowana w 1971 roku jako prefektura apostolska. W 1987 roku stała się diecezją.